# 니시하라역
니시하라역(일본어: 西原駅, にしはらえき 니시하라에키[*])은 일본 히로시마현 히로시마시 아사미나미구에 있는 히로시마 신교통 1호선의 역이다.
| 1 | ■ 하행 | 나카스지 · 오마치 · 야스히가시 · 가미야스 · 다카도리 조라쿠지 · 오바라 · 오즈카 · 고이키코엔마에 방면 |
| 2 | ■ 상행 | 후도인마에 · 우시타 · 하쿠시마 · 조호쿠 · 겐초마에 · 혼도리 방면                                      |

히로시마 고속 교통의 니시하라 역은 섬식 승강장 1면 2선의 구조를 갖춘 고가역이다.

## 개요
일본의 서원역.

## 같이 보기
- 히로시마 고속 교통 히로시마 신교통 1호선
- 히로시마 고속 교통

| 히로시마 고속 교통 히로시마 신교통 1호선 | 히로시마 고속 교통 히로시마 신교통 1호선 | 히로시마 고속 교통 히로시마 신교통 1호선 |
| ---------------------------------------- | ---------------------------------------- | ---------------------------------------- |
| 기온신바시키타 혼도리 방면               | ■ 아스트램 라인                          | 나카스지 고이키코엔마에 방면             |